# Head (Unix)

exemplo de uso do comando head

O comando head do sistema operacional Unix é utilizado para exibir apenas as primeiras linhas de um arquivo texto. Em geral seu uso é:
```
head -n número nome_do_arquivo
```

Onde nome_do_arquivo é o nome do arquivo ou um caminho para um arquivo, aceitando caracteres coringa. Número é o número de linhas que se deseja exibir. Caso o argumento -n e o número de linhas seja omitido, são exibidas as dez primeiras linhas do arquivo.
Caso o nome especifique mais de um arquivo, a saída contém um prefixo que identifica a saída relativa a cada arquivo.